# Johnnie Cochran Jr
Pour les articles homonymes, voir Cochran.
Johnnie Cochran Jr, né le 2 octobre 1937 à Shreveport aux États-Unis et mort le 29 mars 2005 à Los Feliz un quartier de Los Angeles, est un célèbre avocat américain connu notamment pour son rôle dans la défense d'O. J. Simpson et de Geronimo Pratt.

## Biographie

### Jeunesse et formation
Johnnie L. Cochran, Jr est le fils de Hattie et de  Johnnie L. Cochran, Sr. Sa famille déménage de la Louisiane pour s'installer à Los Angeles (Californie). Après ses études secondaires à la Los Angeles High School (en), il est admis à l'Université de Californie à Los Angeles, où il obtient son Bachelor of Arts (licence) en 1959. Il poursuit des études universitaire à la Loyola Law School (en) pour devenir avocat, il obtient son diplôme, le Law degree (en) en 1962, ce qui lui permet de s’inscrire au barreau de Californie en 1963. 
En 1965, il crée son cabinet d'avocat Cochran, Atkins & Evans qui se spécialise dans les affaires criminelles.

### Carrière
Johnnie L. Cochran, Jr. est surtout connu pour son rôle dans la défense d'O. J. Simpson en 1995, dans le « procès du siècle » à Los Angeles, dirigeant l'équipe des avocats chargé de défendre OJ. C'est Cochran, bien qu'il doute de l'innocence de son client, qui fit en sorte que le procès soit plus sur la question raciale et en dénonçant une machination du LAPD. Il défendit également Geronimo Pratt et Michael Jackson,,.
Il a également été l'avocat des rappeurs Tupac Shakur et Snoop Dogg.
Il a représenté Reginald Oliver Denny, le camionneur blanc battu par une foule pendant les émeutes de Los Angeles en 1992 et est régulièrement intervenu en faveur des victimes de violences policières.
Il a été parodié en 1998 par la série télévisée South Park, dans l'épisode Chef Aid, où il est dépeint comme un avocat utilisant une défense douteuse mais convaincante (la défense Chewbacca). L'avocat du personnage de Kramer dans la série américaine Seinfeld, Jackie Chiles, interprété par l'acteur Phil Morris, est également une parodie de Johnnie Cochran Jr.
Il a joué son propre rôle dans plusieurs séries télévisées, notamment dans La Vie de famille (épisode 09 de la saison 9, A Pain in Harassment, 1997). Il a également joué son propre rôle dans le film Showtime en 2001. Dans la série American Crime Story, il est interprété par Courtney B. Vance.

### Vie privée
- En 1960, il épouse Barbara Berry, une institutrice, le couple divorce en 1977, le couple donne naissance à deux enfants Tiffany et Melodie[9].
- En 1978, il vit en couple avec Patty Sikora, avec qui il entretenait une relation depuis longtemps[10], ensemble ils ont un fils Jonathan[11], le couple se sépare en 1983[12],[13],[14].
- En 1985, il épouse Sylvia Dale[9].

### Mort
Johnnie L. Cochran, Jr décède, chez lui à Los Feliz, des suites d'une tumeur au cerveau, le 29 mars 2005,. Il repose au Inglewood Park Cemetery (en) à Inglewood dans le comté de Los Angeles.